# Шес
Шес (рум. Șes) — село у повіті Сучава в Румунії. Входить до складу комуни Бунешть.
Село розташоване на відстані 342 км на північ від Бухареста, 15 км на південь від Сучави, 106 км на захід від Ясс.

## Населення
За даними перепису населення 2002 року у селі проживали 34 особи, усі — румуни. Усі жителі села рідною мовою назвали румунську.